# Starožil
Starožil (Старожил) è un film del 1961 diretto da Iskander Abdurachmanovič Chamraev.